# Lo Espejo
Lo Espejo is een gemeente in de Chileense provincie Santiago in de regio Región Metropolitana. Lo Espejo telde 98.804 inwoners in 2017.